# Supplì
Supplì (prononcé : [supˈpli] ; italianisation du mot français « surprise ») sont en cuisine italienne des snacks composés d'une boule de riz (généralement du risotto) à la sauce tomate, typique de la cuisine romaine,.

## Histoire
En raison du nom et de la technique de préparation, tous deux français, il est très probable que l'origine du plat ne soit pas romaine, mais française, introduites à Rome lors de l'occupation de la ville par Napoléon et ses troupes ou à la fin du XIX, le terme « croquette en surprise » venant de la gastronomie française.
Néanmoins, le supplì est devenu avec le temps un plat typique de la ville de Rome. Une croquette de riz très similaire au supplì (« croquette de riz à la manière ancienne »), avec du fromage, est décrite par Marie-Antoine Carême dans un de ses livres publié en 1815.

## Caractéristiques

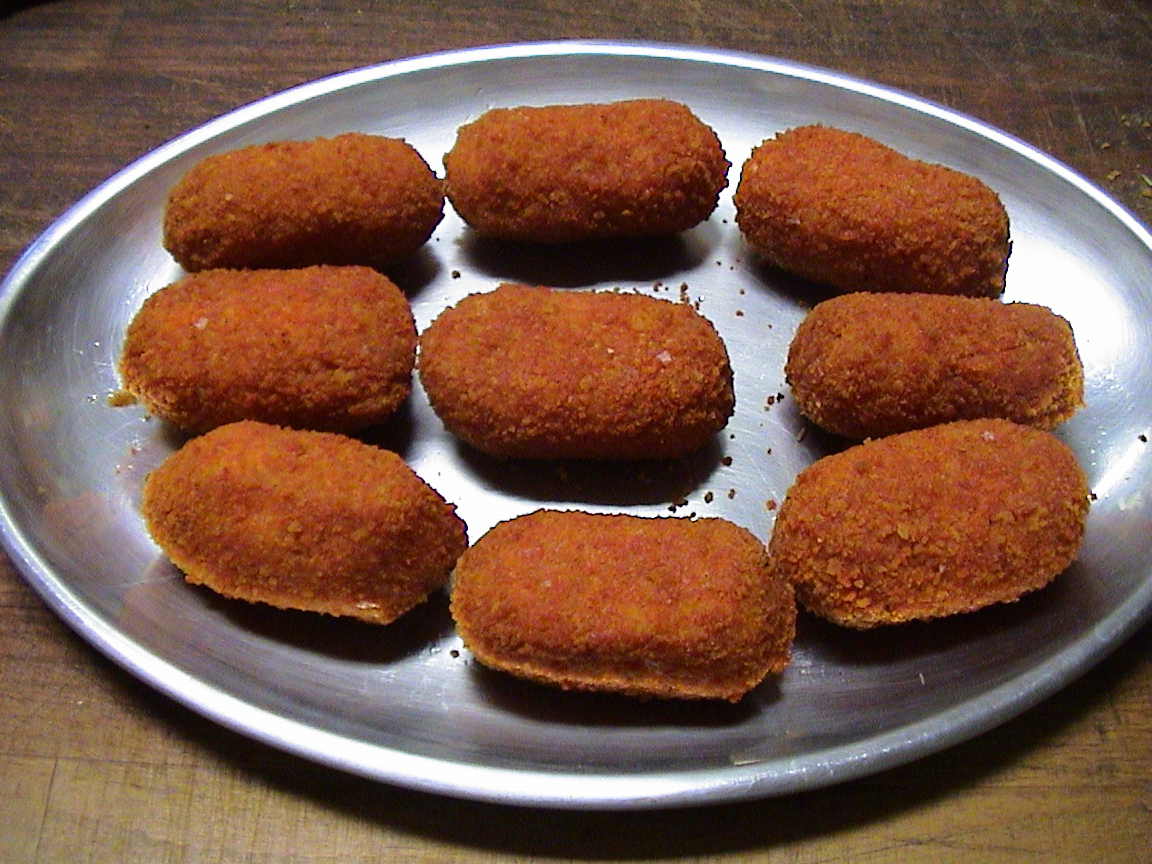
Suggestion de présentation des supplì.

Ils étaient fourrés à l'origine d'abattis de poulet, de viande hachée ou de provatura, une sorte de fromage du Latium et, désormais, aussi avec un morceau de mozzarella. La boulette entière est trempée dans l'œuf, recouverte de chapelure (opération qui peut être répétée deux fois pour rendre le supplì plus croustillant) puis frite. À l'origine, le supplì était vendu dans les friggitorie, boutiques typiquement romaines où la friture était vendue. Maintenant, ils sont couramment servis comme antipasti dans la plupart des pizzerias d'Italie.
Les supplì sont étroitement liés aux arancini et croquettes de riz françaises parfois nommées « croquettes en surprise ». Le supplì peut également être servi sans sauce tomate (supplì in bianco). On les déguste généralement avec les doigts. Si on le casse en deux, la mozzarella s'allonge entre les deux morceaux, formant une sorte de ficelle ressemblant au cordon reliant un combiné téléphonique d'où parfois leur dénomination supplì al telefono.